# Andreas Vollenweider
Andreas Vollenweider (Zürich, 1953. október 4. –) svájci Grammy-díjas hárfaművész.

## Pályakép
A világzenében, a dzsesszben, a klasszikus zenében, a New Age-ben egyaránt otthon van. Hosszú, sikeres pályát járt be ezek mindegyikében.
Akusztikus hangszeren játszik. Együttműködött többek között Bobby McFerrinnel, Carly Simonnal, Luciano Pavarottival.
1987-ben a Grammy-díjat kapott a Down to the Moon című albumért.

## Lemezek
- Air (2009)
- The Magical Journeys of Andreas Vollenweider (2006)
- Midnight Clear (2006)
- V O X (2004)
- The Storyteller (2005)
- The Essential (2005)
- Magic Harp (2005)
- Cosmopoly (1999, 2005)
- Kryptos (álbum) (1997, 2005)
- Andreas Vollenweider & Friends – live... (1994)
- Eolian Minstrel (1993)
- Book of Roses (1991, 2005)
- Traumgarten (Garden of Dreams) (1990)
- Dancing with the Lion (1989, 2005)
- Down to the Moon (1986, 2005)
- White Winds (1984, 2005)
- Pace Verde (?)
- Caverna Mágica (1982, 2005)
- Behind the Gardens... (1981, 2005)
- Eine Art Suite in XIII Teilen (1979)
- Quiet Places (2020)
- Slow Flow / Dancer (2022)

## Díjak
- Grammy-díj; 1987
- Világzene-díj
- Edison-díj